# Стадион Едмунд Шич
Стадион Едмунд Шич (пољ. Edmund Szyc Stadium) је бивши вишенаменски стадион у Познању у Пољској, назван је по Едмунду Шицу, једном од оснивача Варте Познањ. Стадион је отворен 1929. године током „Свеобухватне националне изложбе“ (Powszechna Wystawa Krajowa) и имао је капацитет од 60.000 људи. То је историјски дом фудбалског тима Варта Познањ.

## Утакмице репрезентације Пољске на стадиону. Едмунд Шича
Репрезентација Пољске је у периоду од 1931. до 1980. године посетила стадион 10 пута, остваривши 6 победа, 2 ремија и 2 пораза. Гол баланс: 24:10. Ево детаљне листе ових састанака:
| Врста  | Датум               | Противник        | Резултат  | Гледалаца | Стрелци голова за Пољску                |
| ------ | ------------------- | ---------------- | --------- | --------- | --------------------------------------- |
| Пр.    | 25. октобрар 1931.  | Југославија      | 6:3 (5:2) | 25.000    | М. Балцер 3, А. Книола 2, Х. Мартина    |
| Пр.    | 2. септембар 1962.  | Мађарска         | 0:2 (0:2) | 58.000    | –                                       |
| Пр.    | 22. септембар 1963. | Турска           | 0:0       | 52000     | –                                       |
| Пр.    | 6. мај 1970.        | Република Ирска  | 2:1 (2:0) | 52000     | М. Козерски, З. Шолтисик                |
| Пр.    | 10. мај 1972.       | Швајцарска       | 0:0       | 25.000    | –                                       |
| Ев.ел. | 9. октобар 1974.    | Финска           | 3:0 (2:0) | 30.000    | Х. Каспечак, Р. Гадоха, Г. Лато         |
| Пр.    | 26. март 1975.      | Сједињене Државе | 7:0 (4:0) | 10.000    | К. Дејна 3, Г. Лато 2, А. Шармах 2      |
| Пр.    | 26. мај 1976.       | Република Ирска  | 0:2 (0:2) | 15.000    | –                                       |
| Пр.    | 5. април 1978.      | Грчка            | 5:2 (4:0) | 30.000    | К. Дејна 2, Г. Лато, В. Жмуда, З. Боњек |
| Пр.    | 28. мај 1980.       | Шкотска          | 1:0 (0:0) | 25.000    | З. Боњек                                |